# Chương trình Lương thực Thế giới
Chương trình Lương thực Thế giới (tiếng Anh: World Food Programme, viết tắt là WFP) là một chương trình viện trợ lương thực nhân đạo của Liên Hợp Quốc và là tổ chức nhân đạo lớn nhất trên thế giới hiện nay trong việc hỗ trợ và giải quyết nạn đói. Lãnh đạo đương nhiệm của tổ chức là bà Ertharin Cousin và ông David Beasley (người Mỹ).
WFP có trụ sở chính tại Roma và hơn 80 văn phòng quốc gia trên thế giới. Theo số liệu chính thức, WFP cung cấp hỗ trợ lương thực cho trung bình 91,4 triệu người ở 83 quốc gia mỗi năm. Tính đến năm 2019, phạm vi tiếp cận của tổ chức này đã tăng lên 97 triệu người ở 88 quốc gia, lớn nhất kể từ năm 2012, và 2/3 hoạt động của tổ chức này được tiến hành trong các khu vực xung đột.
Ngoài viện trợ lương thực khẩn cấp, WFP tập trung vào cứu trợ và phục hồi, viện trợ phát triển và các hoạt động đặc biệt, chẳng hạn như làm cho hệ thống lương thực linh hoạt hơn trước biến đổi khí hậu và bất ổn chính trị. Đây là thành viên điều hành của Nhóm Phát triển Liên Hợp Quốc, cùng hướng tới mục tiêu hoàn thành 17 Mục tiêu Phát triển Bền vững (SDG), và đã ưu tiên đạt được SDG 2 vì "không còn nạn đói" vào năm 2030.
Giải Nobel Hòa bình năm 2020 đã được trao cho WFP vì những nỗ lực chống nạn đói và đóng góp cho hòa bình thế giới.

## Lịch sử
WFP thành lập năm 1961, tại Hội nghị Tổ chức Lương thực và Nông nghiệp Liên Hợp Quốc (FAO) năm 1960 khi George McGovern, Giám đốc Chương trình Thực phẩm vì Hòa bình của Hoa Kỳ (US Food for Peace Programmes), đề nghị thành lập một chương trình viện trợ lương thực đa phương. Năm 1963 FAO và Đại hội đồng Liên Hợp Quốc chính thức lập ra WFP với thời kỳ thực nghiệm ba năm, hỗ trợ người dân Nubia tại Wadi Halfa ở Sudan. Năm 1965, chương trình được mở rộng để tiếp tục hoạt động.
Vào ngày 9 tháng 10 năm 2020, Chương trình Lương thực Thế giới đã được công bố là người chiến thắng Giải Nobel Hòa bình năm 2020 vì những nỗ lực nhằm chống lại nạn đói, vì những cống hiến trong việc cải thiện điều kiện hòa bình ở những khu vực bị ảnh hưởng bởi xung đột và vì đóng vai trò là động lực thúc đẩy cho những nỗ lực ngăn chặn việc sử dụng nạn đói làm vũ khí chiến tranh và xung đột.

## Bối cảnh hoạt động
WFP hoạt động trên phạm vi rộng của các Mục tiêu Phát triển Bền vững, do tình trạng thiếu lương thực, đói và suy dinh dưỡng gây ra tình trạng sức khỏe kém, từ đó ảnh hưởng đến các lĩnh vực phát triển bền vững khác, chẳng hạn như giáo dục, việc làm và nghèo đói (Mục tiêu Phát triển Bền vững số 4, số 8 và số 1).
Đại dịch COVID-19 vào năm 2020 và việc buộc phải đóng cửa đã gây áp lực đáng kể lên sản xuất nông nghiệp, làm gián đoạn chuỗi cung ứng và giá trị toàn cầu. Điều này làm nảy sinh các vấn đề về suy dinh dưỡng và cung cấp lương thực không đủ cho các hộ gia đình nghèo nhất khiến họ đều bị ảnh hưởng nặng nề. Điều này đang khiến "thêm 132 triệu người bị suy dinh dưỡng vào năm 2020".

## Kinh phí
Các hoạt động của WFP được tài trợ bởi các khoản đóng góp tự nguyện chủ yếu từ các chính phủ trên thế giới, cũng như từ các tập đoàn và nhà tài trợ tư nhân. Năm 2018, tài trợ là 7,2 tỷ đô la Mỹ, trong đó các nhà tài trợ lớn nhất là chính phủ Hoa Kỳ (2,5 tỷ đô la) và Liên minh Châu Âu (1,1 tỷ đô la). Các khoản đóng góp của các nhà tài trợ phần lớn được chuyển đến vào thời điểm các cuộc khủng hoảng đói ở cấp độ cao nhất, do xung đột gây ra, còn lại một phần ít hơn để giải quyết các trường hợp khẩn cấp cấp thấp hơn hoặc cho các công việc chiến lược.

## Tổ chức

### Ban lãnh đạo và nhân viên

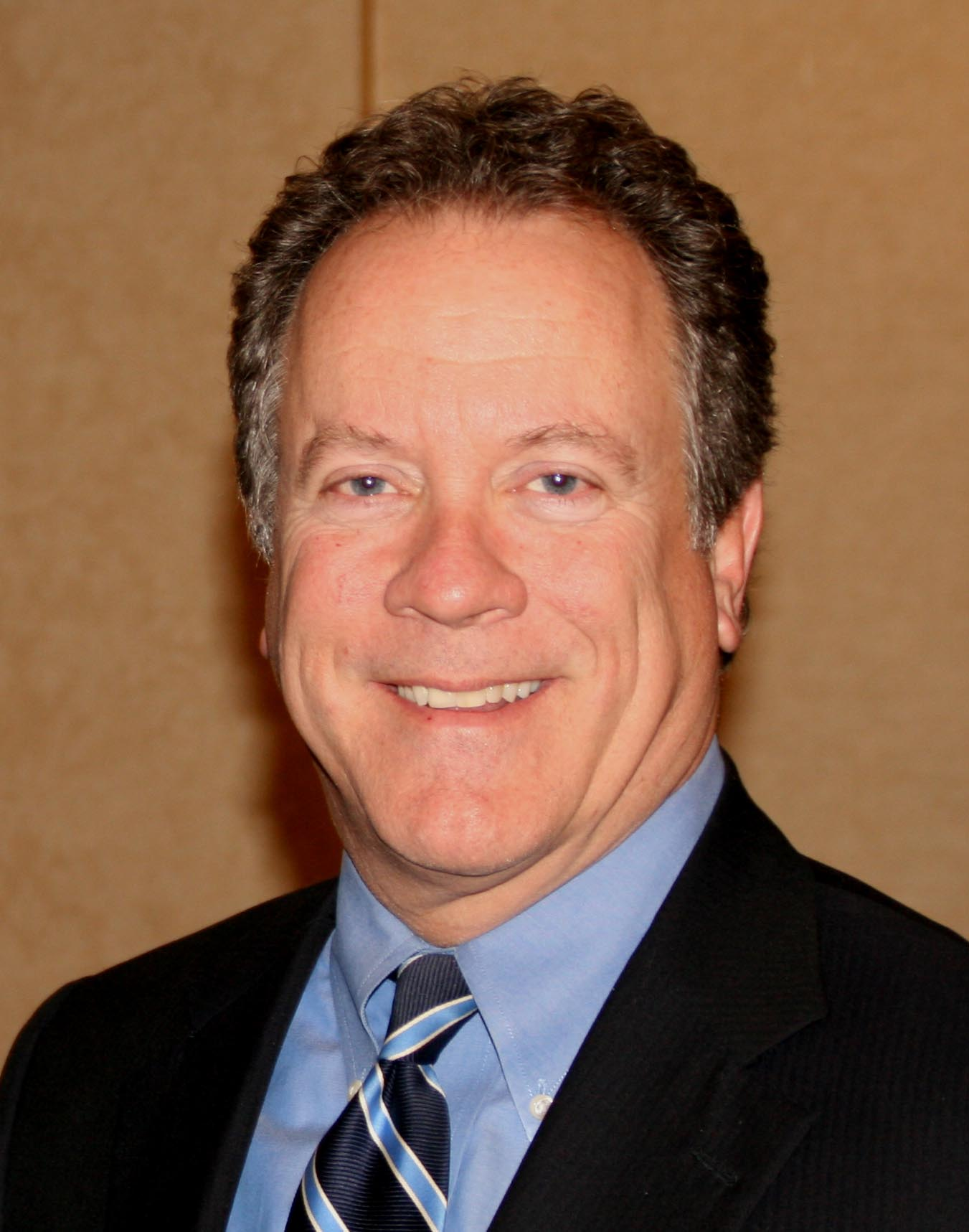
David Beasley giám đốc điều hành của Chương trình Lương thực Thế giới.

WFP được vận hành bởi một ủy ban điều hành bao gồm đại diện từ 36 quốc gia thành viên. David Beasley, trước đây là Thống đốc bang Nam Carolina của Hoa Kỳ được bổ nhiệm làm giám đốc điều hành vào tháng 3 năm 2017, sau khi được Tổng thư ký Liên hợp quốc và Tổng giám đốc FAO bổ nhiệm với nhiệm kỳ 5 năm. Ông đứng đầu ban thư ký của WFP, có trụ sở chính tại Rome. Liên minh châu Âu là một quan sát viên thường trực trong WFP và là một nhà tài trợ lớn, tham gia vào công việc của Ban điều hành.
Năm 2018, WFP có 17.000 nhân viên.

### Cụm hậu cần
Cụm Hậu cần (Logistics Cluster) là một ủy ban nhân đạo thường trực liên cơ quan (IASC) có cơ chế phối hợp và hỗ trợ ứng phó khẩn cấp. Là một trong mười một cơ quan điều phối ngành, được thành lập theo nghị quyết 46/182 của Đại hội đồng Liên hợp quốc vào tháng 12 năm 1991 và được mở rộng trong Cải cách Nhân đạo năm 2005, với các yếu tố mới được thông qua để nâng cao năng lực, khả năng dự đoán, trách nhiệm giải trình, khả năng lãnh đạo và quan hệ đối tác.
Cụm Hậu cần cung cấp các dịch vụ điều phối và quản lý thông tin để hỗ trợ việc ra quyết định vận hành và cải thiện khả năng dự đoán, kịp thời và hiệu quả nhằm ứng phó khẩn cấp nhân đạo. Khi cần thiết, Cụm Hậu cần cũng tạo điều kiện tiếp cận các dịch vụ hậu cần chung. Do có chuyên môn trong lĩnh vực hậu cần nhân đạo, Chương trình Lương thực Thế giới (WFP) đã được IASC chọn làm cơ quan dẫn đầu cho Cụm Hậu cần. WFP tổ chức nhóm hỗ trợ Cụm Hậu cần Toàn cầu tại trụ sở chính ở Rome. WFP cũng hoạt động như một "nhà cung cấp phương sách cuối cùng" cung cấp các dịch vụ hậu cần chung, khi những tội ác nghiêm trọng cản trở phản ứng nhân đạo.

## Các hoạt động

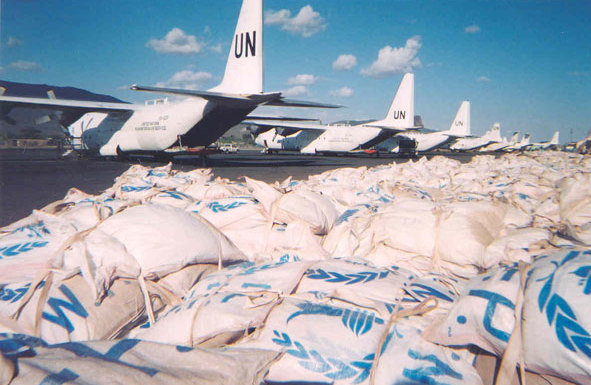
Máy bay C-130 Hercules của Liên Hợp Quốc vận chuyển lương thực đến khu vực Rumbak thuộc Sudan.

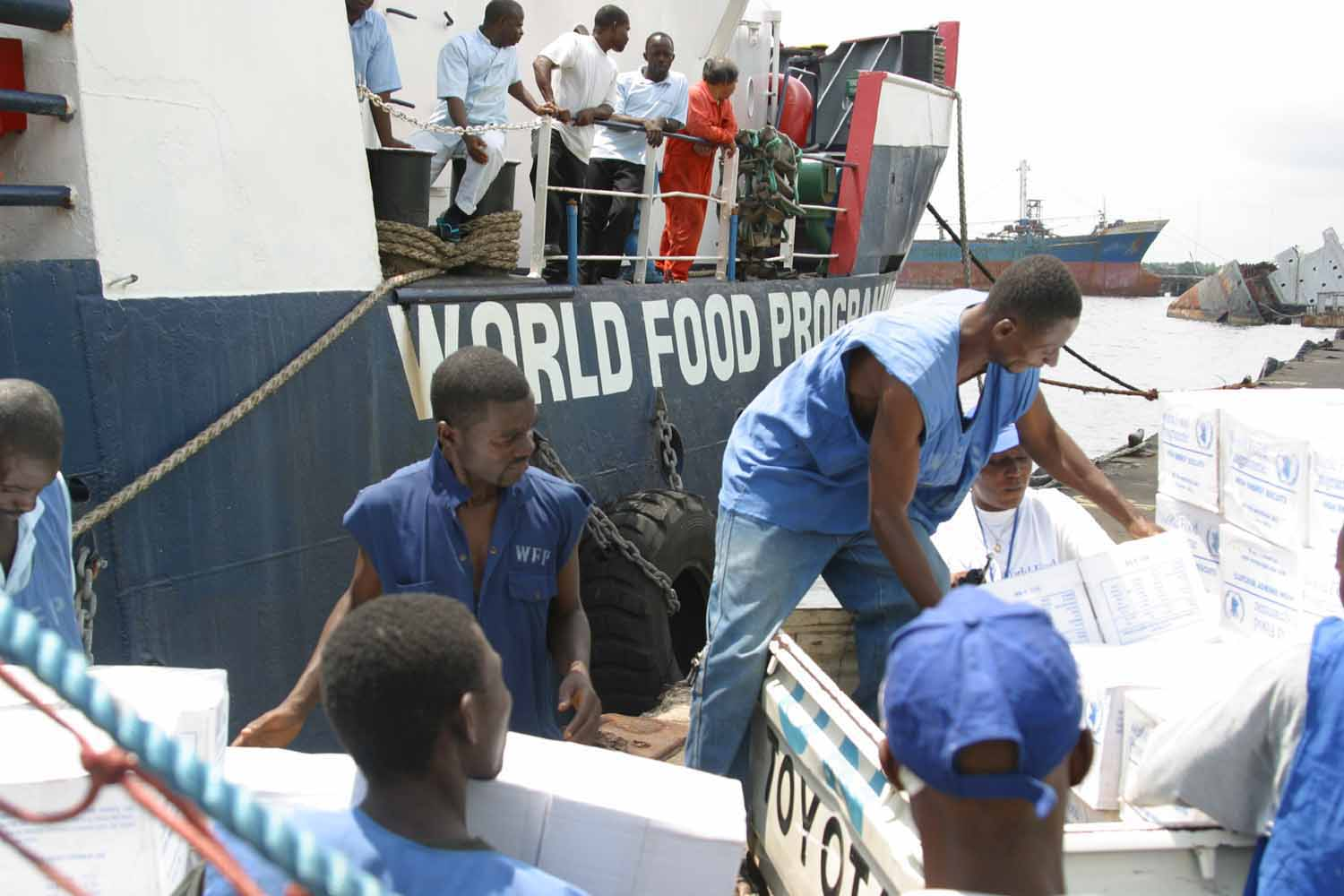
Các nhân viên của WFP đang dỡ các gói viện trợ nhân đạo tại cảng Freeport of Monrovia cùng với lực lượng Joint Task Force Liberia.

### Chương trình
Năm 2008, WFP điều phối dự án thí điểm Purchase for Progress (P4P) kéo dài 5 năm. P4P hỗ trợ nông dân sản xuất nhỏ bằng cách cho họ cơ hội tiếp cận thị trường nông sản và trở thành những người chơi cạnh tranh trên thương trường. Dự án diễn ra tại 20 quốc gia ở Châu Phi, Châu Á và Châu Mỹ La tinh, đào tạo 800.000 nông dân về cải tiến sản xuất nông nghiệp, xử lý sau thu hoạch, đảm bảo chất lượng, tiếp thị nhóm, tài chính nông nghiệp và ký hợp đồng với WFP. Dự án đã sản xuất 366.000 tấn lương thực và tạo ra thu nhập hơn 148 triệu đô la Mỹ cho các hộ nông dân sản xuất nhỏ.
Vào năm 2010, WFP đã ứng phó với trận động đất ở Haiti năm 2010 bằng cách chỉ phân phát viện trợ lương thực cho phụ nữ, vì kinh nghiệm được đúc kết trong gần 5 thập kỷ làm việc trong các tình huống khẩn cấp đã chứng minh rằng chỉ cung cấp thức ăn cho phụ nữ giúp đảm bảo rằng nó được phân bổ đồng đều cho tất cả các thành viên của các hộ gia đình. Các chương trình cho ăn tại trường hoặc khẩu phần ăn mang về nhà ở 71 quốc gia giúp học sinh tập trung vào việc học và khuyến khích phụ huynh cho con em mình đi học, đặc biệt là các bé gái.
Năm 2017, WFP đã khởi động chương trình Building Blocks nhằm mục đích phân phối tiền hỗ trợ lương thực cho những người tị nạn Syria ở Jordan. Dự án sử dụng công nghệ blockchain để số hóa danh tính và cho phép người tị nạn nhận thức ăn bằng cách quét mắt.
Vào năm 2020, WFP đã nuôi sống hơn 12 triệu người Yemen mỗi tháng, 80% trong số đó đang ở các khu vực do lực lượng Houthi kiểm soát.

### Quy trình Ứng cứu Khẩn cấp
WFP có một hệ thống phân loại được gọi là Quy trình Ứng phó Khẩn cấp được thiết kế cho các tình huống cần phản ứng ngay lập tức. Phản hồi được kích hoạt theo các tiêu chí sau:
1. Khi sự đau khổ của con người tồn tại và các chính phủ trong nước không thể đáp ứng thỏa đáng
2. Danh tiếng của Liên Hợp Quốc đang bị giám sát
3. Khi có nhu cầu cần viện trợ rõ ràng từ WFP

Các phân loại ứng phó khẩn cấp được chia như sau, với cường độ khẩn cấp tăng dần theo từng cấp độ:
- Cấp độ 1 - Phản hồi được kích hoạt. Các nguồn lực được phân bổ để chuẩn bị để phản hồi cho văn phòng địa phương của WFP
- Cấp độ 2 - Một quốc gia yêu cầu hỗ trợ nguồn lực trong trường hợp khẩn cấp trên một hoặc nhiều quốc gia/vùng lãnh thổ
- Cấp độ 3 (L3) - Tình huống khẩn cấp áp đảo các văn phòng địa phương của WFP và yêu cầu phản ứng toàn cầu từ toàn bộ tổ chức WFP

### Quan hệ đối tác và sáng kiến
WFP điều phối và hợp tác với một số đối tác chính thức trong các trường hợp khẩn cấp và các dự án phát triển. Các đối tác này bao gồm các cơ quan chính phủ quốc gia như DFID, ECHO, EuropeAid, USAID; các cơ quan của Liên hợp quốc như Tổ chức Nông lương (FAO) và Quỹ Phát triển Nông nghiệp Quốc tế (IFAD); các tổ chức phi chính phủ như Tổ chức Cứu trợ Trẻ em, Dịch vụ Cứu trợ Công giáo và Hội đồng Người tị nạn Na Uy; cũng như các đối tác công ty như Boston Consulting Group, DSM N.V., và Cargill.

## Công nhận và giải thưởng
Chương trình Lương thực Thế giới đã giành được Giải Nobel Hòa bình năm 2020 vì "nỗ lực chống nạn đói", "đóng góp trong việc tạo ra hòa bình ở các khu vực bị ảnh hưởng bởi xung đột" và đóng vai trò là động lực trong nỗ lực ngăn chặn việc sử dụng nạn đói như một vũ khí của chiến tranh và xung đột.

## Danh sách các giám đốc điều hành
Sau đây là danh sách theo thứ tự thời gian của các Giám đốc Điều hành của Chương trình Lương thực Thế giới:
1. Addeke Hendrik Boerma ( Hà Lan) (tháng 5 năm 1962 – tháng 12 năm 1967)
2. Sushil K. Dev ( Ấn Độ) (tháng 1 năm 1968 – tháng 8 năm 1968)
3. Franciso Aquino ( El Salvador) (tháng 7 năm  – tháng 5 năm 1976)
4. Thomas C. M. Robinson ( Hoa Kỳ) (tháng 5 năm 1976 – tháng 6 năm 1977; tháng 7 năm 1977 – tháng 9 năm  1977)
5. Garson N. Vogel ( Canada) (tháng 10 năm 1977 – tháng 4 năm 1981)
6. Bernardo de Azevedo Brito ( Brazil) (tháng 5 năm 1981 – tháng 2 năm 1982)
7. Juan Felipe Yriart ( Uruguay) (tháng 2 năm 1982 – tháng 4 năm 1982)
8. James Ingram ( Australia) (tháng 4 năm 1982 – tháng 4 năm 1992)
9. Catherine Bertini ( Hoa Kỳ) (tháng 4 năm 1992 – tháng 4 năm 2002)
10. James T. Morris ( Hoa Kỳ) (tháng 4 năm 2002 – tháng 4 năm 2007)
11. Josette Sheeran ( Hoa Kỳ) (tháng 4 năm 2007 – tháng 4 năm 2012)
12. Ertharin Cousin ( Hoa Kỳ) (tháng 4 năm 2012 – tháng 4 năm 2017)
13. David Beasley ( Hoa Kỳ) (tháng 4 năm 2017 – hiện nay)